# Tressignaux
Tressignaux (bretonisch: Tresigne) ist eine französische Gemeinde mit 682 Einwohnern (Stand: 1. Januar 2022) im Département Côtes-d’Armor in der Region Bretagne.

## Geographie
Umgeben wird Tressignaux von der Gemeinde Lanvollon im Norden, von Pléguien im Nordosten, von Tréguidel im Südosten und von Pommerit-le-Vicomte im Süden.

## Bevölkerungsentwicklung
| Jahr      | 1962 | 1968 | 1975 | 1982 | 1990 | 1999 | 2008 | 2012 |
| --------- | ---- | ---- | ---- | ---- | ---- | ---- | ---- | ---- |
| Einwohner | 425  | 445  | 427  | 470  | 512  | 534  | 580  | 644  |